# Élections législatives micronésiennes de 2013
Des élections législatives fédérales se tiennent aux États fédérés de Micronésie le 5 mars 2013. Il s'agit d'élections de mi-mandat, pour renouveler dix des quatorze sièges du Congrès, le parlement fédéral monocaméral, au suffrage universel direct, pour un mandat de deux ans.

## Système électoral
Le Congrès compte quatorze membres. Quatre d'entre eux représentent chacun l'un des États fédérés, et sont élus avec un mandat de quatre ans, au suffrage universel, par les citoyens de leurs États respectifs. Les dix autres sont élus avec un mandat de deux ans par les citoyens répartis en dix districts en proportion de la population : cinq dans l'État de Chuuk, un dans l'État de Kosrae, trois dans l'État de Pohnpei, et un dans l'État de Yap. Les élections de 2013 sont des élections de mi-mandat et visent le renouvellement de ces dix sièges,,.

## Candidats et campagne
Au total, vingt-et-un candidats dont une femme se sont inscrits pour essayer de remporter les dix sièges, cinq dans l'État de Chuuk, un dans celui de Kosrae, trois dans celui Pohnpei, et un dans celui de Yap,. Comme il n'y a pas de partis politiques aux États fédérés de Micronésie, tous se présentent sans étiquette. Les sénateurs représentent les intérêts de leur circonscription et de leur État, et font campagne principalement sur des enjeux locaux.

## Résultats et conséquences
Dans trois circonscriptions, il n'y a qu'un candidat, le sénateur sortant, qui est donc réélu automatiquement, bien que les électeurs soient tout de même invités à déposer un bulletin dans l'urne. C'est le cas entre autres dans l'unique circonscription à Yap, où le sortant Isaac Figir, président du Congrès, est ainsi réélu,. La seule femme candidate, Augustina Takashy, est largement battue dans la circonscription des Namoneas du sud, dans l'État de Chuuk. Les dix sénateurs sortants se représentent, et neuf sont réélus ; seul Roger Mori, député sortant des Namoneas du nord, est battu, de justesse, recevant 49,39 % des suffrages face à son adversaire Victor Gouland, élu avec 50,61 % des voix.
La première session de la nouvelle Assemblée législative, la dix-huitième, se tient le 11 mai 2013. Dohsis Halbert est choisi président du congrès par ses pairs.
|                       | Chuuk                                                                                  | Kosrae            | Pohnpei                                       | Yap                |
| --------------------- | -------------------------------------------------------------------------------------- | ----------------- | --------------------------------------------- | ------------------ |
| Sénateurs d'État      | Wesley W. Simina                                                                       | Yosiwo P. George  | Peter M. Christian                            | Joseph J. Urusemal |
| Sénateurs de district | Florencio Singkoro Harper Victor Gouland Bonsiano Fasy Nethon Tiwiter Aritos Tony Otto | Paliknoa K. Welly | Dohsis Halbert Berney Martin David W. Panuelo | Isaac V. Figir     |